# Иван Велевски
Иван (Яне) Велевски е български революционер, деец на Вътрешната македоно-одринска революционна организация.

## Биография
Роден е през 1870 година в леринското село Долно Котори, тогава в Османската империя. Взема участие в Илинденско-Преображенското въстание. През Балканската война влиза в Македоно-одринското опълчение. В края на 20-те години на XX век се премества да живее в Свободна България и се установява в плевенското село Байкал.